# Lebedyner Rind
Das Lebedyner Rind (ukrainisch Лебединська порода/ russisch Лебединская) ist eine Rinderrasse aus der Ukraine.

## Zuchtgeschichte
In den Kreisen Lebedyn, Ochtyrka, Trostjanez und anderen in der Oblast Sumy in der Ukraine wurden Kühe des Ukrainischen Steppenrindes mit Brown-Swiss-Stieren gekreuzt. 1950 wurde das Lebedyner Rind als Rasse anerkannt.

## Charakteristika
- Farbe graubraun in verschiedenen Schattierungen, dunkles Flotzmaul
- starke Konstitution
- Gewicht Kühe 500 – 600 kg, Stiere 850 – 950 kg
- Milchleistung 3.100 – 3.400 kg mit 3,8 %
- gute Zunahmen der Mastochsen (900 – 1.000 g/Tag)

Es existieren 10 Hauptzuchtlinien.

## Vorkommen heute
Heute kommen Lebedyner Rinder in 40 Kreisen in den Oblasten Sumy, Tschernihiw und Charkiw vor. 1980 betrug die Gesamtzahl 599.000 Tiere.